# Temple mormon de Washington, D.C.
Le temple mormon de Washington, D.C. est un temple de l’Église de Jésus-Christ des saints des derniers jours situé à Kensington, dans l’État du Maryland, aux États-Unis. Il a été inauguré le 19 septembre 1974.